# قبيلة الصيعر
قبيلة الصيعر هي إحدى قبائل الجزيرة العربية العريقة التي يغلب عليها الطابع البدوي حيث يرجع نسبها إلى قبيلة كِنْدة الكهلانية والتي حكمت شبه الجزيرة العربية في عصور ما قبل الاسلام وكانت عاصمتها مدينة الفاو الواقعة في الربع الخالي بين مدينة شرورة ومدينة السليّل حاليا وكان من أشهر ملوكها الشاعر الجاهلي إمرؤ القيس بن حُجر الكِنْدي صاحب المعلقة المشهورة والذي عاش بداية حياته بنجد حيث كانت مملكة أبائه وأجداده ثم تنقل ما بين بلاد حضرموت وبلاد البحرين .

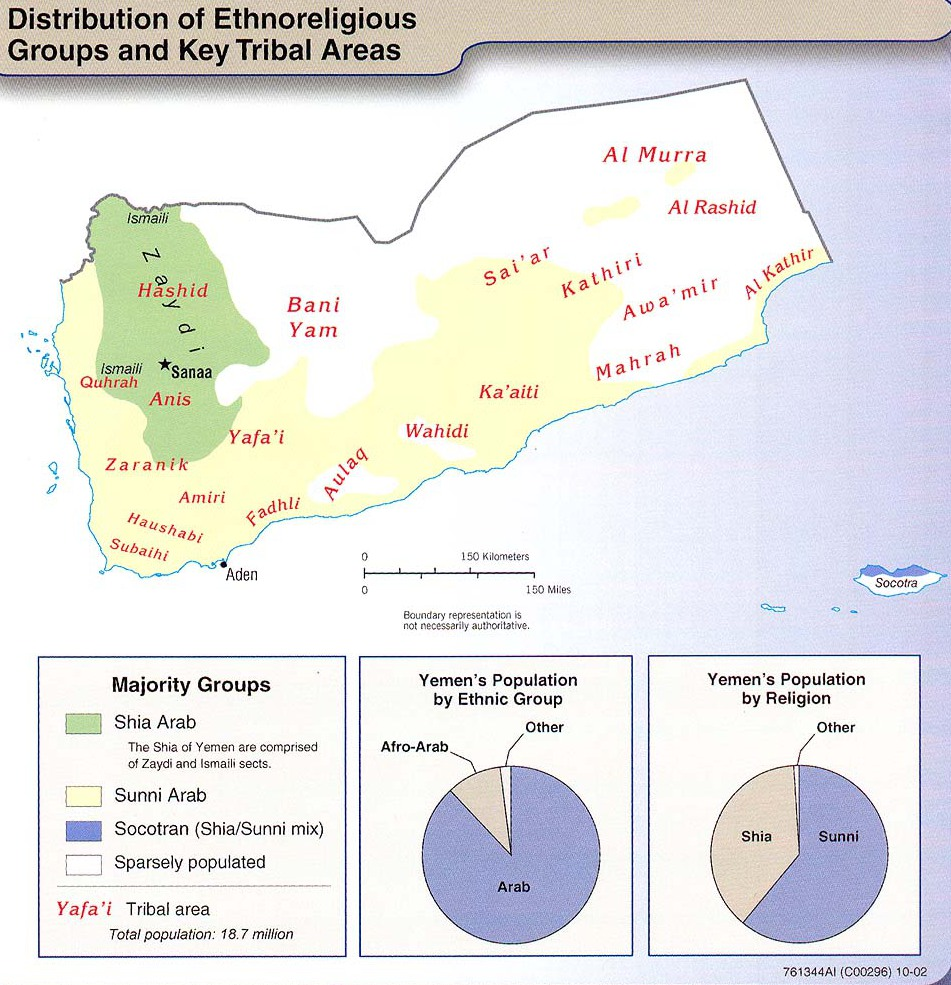
خريطة تظهر المناطق القبلية الرئيسية في اليمن

قبيلة الصيعر هي قبيلة بدوية يمنية. تقع القبيلة في وسط اليمن، وخاصة في العبر، وريدة الصيعر، ومديرية حجر الصيعر. يُعرف أفراد القبيلة باسم "ذئاب الصحراء". ووفقًا لويلفريد ثيسيجر، كانت قبيلة الصيعر مكروهة ومخيفة من قبل جميع قبائل الصحراء العربية الجنوبية.
يتحدث الكاتب والباحث عن شؤون القبائل (مبخوت سالم بن ضحيان) وهو كاتب وباحث معروف متخصص في شؤون القبائل، يخوض بثقة في نسب آل صعر، ومن خلال البحث المستفيض وقراءة المخطوطات والتنقيب في الروايات توصل إلى أدلة دامغة ترجع نسبهم إلى الجليل آل صعر بن أشموس بن مالك بن حارم بن مالك (الصدف).
ويؤكد ابن ضحيان بجرأة أن المؤرخين، وبخاصة الهمداني، أجمعوا على هذا الأمر، وهناك العديد من الرسائل والمؤلفات عن تاريخ القبيلة تؤكد مكانتهم كملوك لكندة، كما يصفهم الرحالة البريطاني المرموق ألفريد ثيجر في كتابه الشهير "الرمال العربية" بأنهم ذئاب صحراوية هائلة، ويبرز هيمنتهم كواحدة من أقوى القبائل في المنطقة الجنوبية الغربية من الربع الخالي.
وفي ضوء هذه المصادر القوية، فمن الواضح أن نسب الصعر ثابت ومستحق للاحترام والإعجاب.

## الأحداث البارزة
في عام 2016، قتل هاشم الأحمر شقيق صادق الأحمر زعيم قبيلة حاشد، اثنين من أفراد قبيلة ساعر في العبر، واستعدت قبيلة ساعر لحرب ضد قبيلة حاشد، وتدخل علي محسن الأحمر لتسوية الأزمة بين القبيلتين، لكن قبيلة ساعر رفضت تحكيمه، وفي النهاية غادر جيش هاشم الأحمر منطقة العبر.

## الدور السياسي
فضلا عن دورها الاجتماعي، تقوم القبائل اليمنية بدور سياسي كبير مستندة في ذلك إلى إمكانياتها المادية والبشرية، ما مكنها من التأثير في القرار السياسي للدولة.
ويعتبر كثير من الباحثين اليمنيين، أن النزاعات القبلية سبب رئيسي في تعثر وعدم نجاح المشاريع التنموية والخدمية والاستثمارية التي تنجزها الدولة في مناطق اليمن التي تعرف نزاعات مسلحة. وقد كانت القبائل السند القوي الذي اعتمد عليه الرئيس اليمني السابق علي عبد الله صالح في استمرار حكمه قرابة 31 عاما.
ويذهب بعض الباحثين إلى أن دور القبائل تراجع بعد الوحدة عام 1990 وبعد حرب الوحدة في 1994، لكن آخرين استبعدوا ذلك، وأشاروا إلى أبرز مشاهد استمرار النفوذ السياسي للقبائل المتمثل في تشكيل حزب التجمع اليمني للإصلاح في 13 سبتمبر/أيلول 1990 برئاسة الشيخ عبد الله بن حسين الأحمر، شيخ تجمع قبائل "حاشد" الذي انتخب رئيسا للبرلمان اليمني لمرات عديدة.
كان للقبائل في اليمن دور واضح في السنوات الأخيرة في حل مشكلة اختطاف الأجانب، والضغط على الحكومة لتحسين الوضع الاجتماعي والاقتصادي لمناطقها، والدفاع عن أبنائها أمام السلطات.